# 5268 Černohorský
(5268) Černohorský, denumire internațională (5268) Cernohorsky, este un asteroid din centura principală de asteroizi.

## Descriere
5268 Černohorský este un asteroid din centura principală de asteroizi. A fost descoperit pe 26 octombrie 1971 la Bergedorf de Luboš Kohoutek. Asteroidul prezintă o orbită caracterizată de o semiaxă mare de 2,65 ua, o excentricitate de 0,26 și o înclinație de 14,3° în raport cu ecliptica.